# 入山法子
入山 法子（いりやま のりこ、1985年8月1日 - ）は、日本の女優、ファッションモデル。埼玉県さいたま市浦和区出身。共立女子大学家政学部生活美術学科卒業。インセント所属（2025年2月まで）を経てフリー。

## 来歴
埼玉県出身。原宿でスカウトされ芸能界入り。2004年4月、共立女子大学に入学と同時に『週刊朝日』の表紙でモデルデビューし、芸能活動をスタートさせる。
2006年、日本テレビ系列で放送されたTVドラマ『マイ☆ボス マイ☆ヒーロー』から本格的に女優業に乗り出し、2008年3月に大学卒業。以後は女優に専念。同年、映画デビューし、『ネコナデ』『死にぞこないの青』『ハッピーフライト』の3本の作品に出演。2011年、フジテレビ系で放送された『霧に棲む悪魔』でドラマ初主演。『ハナばあちゃん!! わたしのヤマノカミサマ』で映画初主演。
2025年2月28日、デビューから21年所属した芸能事務所インセントを退所。以降はフリーとなる。

### 私生活
2006年春に共通の知人に誘われて4人組ロック・バンド「THE BACK HORN」のライブに行ったことをきっかけに同バンドのベーシスト・岡峰光舟と意気投合し同年末より交際。2014年7月21日に結婚したが、2020年12月31日に離婚を発表した。

## 人物
趣味はカメラ、手芸。特技は、エレキベース、アクション、ホルン、乗馬。
中学時代、吹奏楽部でホルンを担当。高校時代には軽音楽部内でバンドを組み、エレキベースを担当。JUDY AND MARYや椎名林檎の楽曲をコピーしていた。
大学時代には家政学部生活美術学科で建築学を専攻し、卒業制作では「光と波と風を感じる美術館」をテーマに30分の1の模型を設計した。写真部に所属し、写真展に自身の作品を展示した。2008年に大学を卒業した。
語学勉強のため、2008年7月21日から8月4日の14日間、シドニーでホームステイをしていた。

## 出演

### 映画
- ネコナデ（2008年、AMGエンタテインメント） - 久我珠代 役
- 死にぞこないの青（2008年、ザナドゥー） - 羽田由美 役
- ハッピーフライト（2008年、東宝） - 高田郁美 役
- SP THE MOTION PICTURE 野望篇（2010年、東宝） - 青池由香莉 役
- ハナばあちゃん!!〜わたしのヤマのカミサマ〜（2011年、おおだて映像計画LLP） - 山野実香 役
- KG カラテガール（2011年、CJ Entertainment Japan・ティ・ジョイ） - 池上美樹 役
- SP THE MOTION PICTURE 革命篇（2011年、東宝） - 青池由香莉 役
- 共に歩く（2014年、ユナイテッドエンタテインメント） - 岩村明美 役
- アニバーサリー 「＃地上300ｍのタダオ」（2016年、ティ・ジョイ） - 主演・晴子 役（淵上泰史とW主演）
- 天上の花（2022年、太秦） - 慶子 役[22]

### テレビドラマ
- ディビジョン1 ステージ16 ゆくな!龍馬（2005年、フジテレビ） - 後藤佐那 役
- マイ☆ボス マイ☆ヒーロー （2006年、日本テレビ） - 田中ルミ 役
- ハケンの品格 （2007年、日本テレビ） - 島田香 役
- トリハダ〜夜ふかしのあなたにゾクッとする話を 第2話「未知と知のはざまの葛藤」 （2007年、フジテレビ） - 主演
- セクシーボイスアンドロボ 第5話（2007年、日本テレビ） - 美香 役
- ジョシデカ!-女子刑事-（2007年、TBS） - 時田梨恵子（佐藤有希） 役
- 有閑倶楽部 第3話（2007年、日本テレビ） - 吉乃川あゆみ 役
- 新春ドラマ特別企画 女子刑務所東三号棟7 （2008年、TBS） - 喜田川詩織 役
- 貧乏男子 ボンビーメン 第3話（2008年、日本テレビ） - 引田の婚約者 役
- 語源刑事2007リターンズ（2007年9月16日、テレビ東京）
- オトコマエ! 第2話（2008年、NHK） - お柳 役
- ホカベン 第4話（2008年、日本テレビ） - 藤野美香 役
- 東京少女日向千歩 第5話「エレベーター少女」（2009年1月31日、BS-i） - 水野美穂 役
- ゴーストフレンズ（2009年4月2日 - 6月11日、NHK） - 本郷美空 役
- LOVE GAME 最終話（2009年7月16日、読売テレビ） - 清水萌 役
- 赤鼻のセンセイ（2009年7月8日 - 9月9日、日本テレビ） - 近藤ミチル 役
- ほんとにあった怖い話「怨みの代償」（2009年8月25日、フジテレビ） - 米山可奈 役
- サムライ・ハイスクール 第2話（2009年10月24日、日本テレビ） - 明菜 役
- 祝女〜shukujo〜シリーズ（NHK）
  - 祝女〜shukujo〜（2010年1月10日 - 3月28日）
  - 祝女〜shukujo〜 サマースペシャル（2010年8月21日）
  - 祝女〜shukujo〜 シーズン2（2010年9月30日 - 2011年3月3日）
  - 祝女〜shukujo〜 シーズン3（2011年10月15日 - 2012年2月25日）
- ハンチョウ〜神南署安積班〜 第2シリーズ 第3話（2010年1月25日、TBS） - 沢村恵 役
- 怪物くん 第5話（2010年5月16日、日本テレビ） - 茜 役
- 連続テレビ小説（NHK）
  - ゲゲゲの女房 第24週（2010年9月4日 - 9月25日） - 川西志穂 役
  - エール 第9週（2020年5月25 - 29日） - 希穂子 役[23]
  - らんまん (2023年9月8日- )　- とよ香 役
  - 虎に翼 第23週（2024年9月5日)　- 吉田ミキ 役[24]
- 霧に棲む悪魔（2011年4月11日 - 7月1日、東海テレビ） - 主演・龍村圭以 / 安原霧子 役
- 新・警視庁捜査一課9係 season3 第10話（2011年9月7日、テレビ朝日） - 城戸香奈子 役
- 光る壁画（2011年10月1日、テレビ朝日）
- 謎解きはディナーのあとで 第8話（2011年12月6日、フジテレビ） - 永瀬千秋 役
- 最高の人生の終り方〜エンディングプランナー〜 第9話・最終話（2012年3月8日・15日、TBS） - 嶋田みどり 役
- 北海道放送開局60周年記念連続ドラマ・スープカレー（2012年4月13日、北海道放送・TBS） - 若月沙織 役
- 放課後はミステリーとともに（2012年4月23日 - 6月25日、TBS） - 烏山千歳 役
- NHKスペシャル「職場を襲う“新型うつ”」ドラマ編（2012年4月29日、NHK） - 臨床心理士 役
- ドラマW「プラチナタウン」（2012年8月19日 - 9月16日、WOWOW）緑原町役場総務課 職員 役
- ドラゴン青年団 第6話（2012年8月30日、毎日放送） - スナックフェアリーママ 役
- トッカン 特別国税徴収官 第8話（2012年9月5日、日本テレビ） - 常田久美子 役
- ミエリーノ柏木 第1話（2013年1月11日、テレビ東京） - 遠藤由美 役
- 終電バイバイ 第2話（2013年1月21日、TBS） - ミキ 役
- 最高の離婚 第10話（2013年3月14日、フジテレビ） - 佐藤美紀 役
- 東京バンドワゴン〜下町大家族物語 第4話（2013年11月2日、日本テレビ） - 永坂杏里 役
- Dr.検事モロハシ2（2014年7月1日、フジテレビ） - 伊藤恵 役
- ペテロの葬列（2014年7月7日 - 9月15日、TBS） - 井村絵里子 役
- 五つ星ツーリスト〜最高の旅、ご案内します!!〜 第1話（2015年1月8日、読売テレビ） - 松永絵美 役
- 問題のあるレストラン 第10話（2015年3月19日、フジテレビ） - 佐野 役
- 世にも奇妙な物語 25周年スペシャル・春 〜人気マンガ家競演編〜 「蟲たちの家」（2015年4月11日、フジテレビ） - 徳井羽奈子 役
- ドS刑事 第5話（2015年5月9日、日本テレビ） - 佐伯有美香 役
- 掟上今日子の備忘録 第4話（2015年10月31日、日本テレビ） - 加賀笙子 役
- AKBホラーナイト アドレナリンの夜 第17話「ルームシェア」（2015年12月3日、テレビ朝日）
- 臨床犯罪学者 火村英生の推理 第1話（2016年1月17日、日本テレビ） - 大和田雪枝 役
- 視覚探偵・日暮旅人（2017年1月29日、日本テレビ） - 宮川恵理 役
- きみはペット（2017年2月6日 - 3月26日、フジテレビ） - 主演・巌谷澄麗 役[25]
- オリガミの魔女と博士の四角い時間 第4話（2017年3月30日、NHK教育テレビジョン） - 謎の女 役
- 未解決の女 警視庁文書捜査官 第6話（2018年5月24日、テレビ朝日） - 吉井友莉子 役
- ダイアリー（2018年9月9日 - 9月30日、NHK BSプレミアム） - 桧山京子 役
- ベビーシッター・ギン! 第7話（2019年8月4日、NHK BSプレミアム） - うさまる屋の嫁 役
- ニッポンノワール-刑事Yの反乱- （2019年10月-12月、日本テレビ） - 深水星良 役
- アンサング・シンデレラ 病院薬剤師の処方箋 最終話（2020年9月24日、フジテレビ） - 星名優 役
- シジュウカラ（2022年1月8日 - 3月26日、テレビ東京） - 杜殿津マリ 役[26]
- 真犯人フラグ 第17話・19話（2022年2月20日・3月6日、日本テレビ） - 二宮凪沙 役
- ごちそう〜伊勢えび編〜（2022年2月27日、NHK BS8K） - 浜口恵里 役[注釈 1][27]
- インビジブル 第2話（2022年4月22日、TBS） - 福留奈保子 役
- 雪女と蟹を食う（2022年7月8日 - 9月23日、テレビ東京） - 雪枝彩女 役[28]
- 孤独のグルメ Season10 第9話（2022年12月3日、テレビ東京） - 増田 役
- 明日、私は誰かのカノジョ シーズン2（2023年5月3日 - 6月28日、毎日放送） - 江美 役[29]
- 神の手（2023年5月15日、テレビ東京） - 来生恭子 役[30]
- 合理的にあり得ない〜探偵・上水流涼子の解明〜 第9話（2023年6月12日、関西テレビ・フジテレビ） - 本香奈江 役[31]
- 拝啓、奇妙なお隣さま（2023年7月16日、テレビ朝日） ‐ 川口史子 役[32]
- 連続ドラマW 事件（2023年8月13日 - 9月3日、WOWOW） - 岡部梢乃 役[33]
- ノッキンオン・ロックドドア 第7話・第8話（2023年9月9日・16日、テレビ朝日） - 片桐佳代子 役[34]
- うちの弁護士は手がかかる 第1話（2023年10月13日、フジテレビ） - 吉岡 役
- BLドラマの主演になりました クランクイン編（2024年1月2日、テレビ朝日） - 弥生 役[35]
- 院内警察（2024年1月12日 - 3月22日、フジテレビ） - 夏目美咲 役
- 母の待つ里（2024年8月16日・23日、NHK BSプレミアム4K / 9月21日・28日、NHK BS） - 品川操 役[36][37]
- しょせん他人事ですから 〜とある弁護士の本音の仕事 第5話（2024年8月23日、テレビ東京） - 鏑木香織 役[38]
- ライオンの隠れ家（2024年10月11日 - 12月20日、TBS） - 須賀野かすみ 役[39]
- 法廷のドラゴン 第3話（2025年1月31日、テレビ東京） - 松篠妙子 役[40]
- NHKスペシャル「創られた"真実" ディープフェイクの時代」（2025年3月18日、NHK総合） - 真奈美 役
- DOPE 麻薬取締部特捜課（2025年7月4日 - 、TBS） - 陣内香織 役[41][42]
- 浮浪雲（2026年〈予定〉 - 、NHK BS・NHK BSプレミアム4K）[43]

### バラエティ
- オビラジR（2008年10月14日、TBS）
- グータンヌーボ（2009年11月18日、関西テレビ）
- 朝だ!生です旅サラダ（ABCテレビ）
  - 2012年度「海外マンスリー」レギュラーリポーター（旅サラダガールズ）

### Web配信
- L et M わたしがあなたを愛する理由、そのほかの物語（2012年2月、BeeTV） - 橘紗子 役
- 最上のプロポーズ（2013年5月、BeeTV） - 藤井湖 役
- 今夜、勝手に抱きしめてもいいですか?（2018年、ひかりTV） - 深井翠子 役
- あなたの番です〜扉の向こう 301号室〜（2019年6月、 Hulu）
- BLドラマの主演になりました クランクアップ編（2023年12月24日、TELASA） - 弥生 役[35]
  - 続・BLドラマの主演になりました（2025年6月13日 - 7月25日、TELASA）[44]

### CM
- パナソニック DIGICAM400（2004年）
- フォルクスワーゲン GOLF（2005年）
- 日本マクドナルド マックシェイク 桃小町（2005年）
- 資生堂薬品 コエンザイムQ10AA・WHITE スチール広告（2005年）
- 江崎グリコ BREO（2005年）
- ダイハツ工業 タント・カスタム（2006年 - 2007年） - 速水もこみちと共演。
- 産業能率大学 スチール広告（2006年）
- 竺天 2007年新作浴衣スチール（2007年）
- KUHO 韓国アパレルブランドスチール（2007年）
- 資生堂
  - TSUBAKI（2007年）
  - ウーノ スキンケアタンク（2009年） - 妻夫木聡、つぶやきシローと共演。
- バンダイナムコゲームス ニンテンドーDSソフト のだめカンタービレ（2007年）
- 山崎製パン ランチパック（2007年-）
- バンダイナムコゲームス  ニンテンドーDSソフト 99のなみだ（2008年-）
- 日本コカ・コーラ アクアセラピー ミナクア（2008年）
- NTTコミュニケーションズ 企業CM 050あんしんナンバー、cocoa（2008年）
- キリンビール 麒麟淡麗〈生〉（2008年） - 佐藤浩市、勝地涼らと共演。
- 第一三共ヘルスケア リゲインスタイル（2011年）
- サッポロ生ビール 黒ラベル （2013年）
- ちふれ「ちふれ うるおいジェル」「ちふれ口紅」（2013年）
- サッポロビール 「サッポロ 濃いめのレモンサワー」（2023年2月28日 - ） - 安田顕と共演[45]

### 雑誌
- SPRiNG（宝島社） - 「ノリコレ」連載
- screen+（近代映画社） - 「love cinema」連載
- ROLa（新潮社）

### 舞台
- エルダーソルジャーズ（2009年11月26日 - 12月1日、東京グローブ座）
- 呪い（2013年11月27日 - 12月1日、赤坂REDシアター）
- ボクの妻と結婚してください。（2014年2月27日 - 3月2日、天王洲 銀河劇場）
- 祝女〜shukujo〜 season 2（2015年10月28日 - 11月6日、東京・草月ホール / 静岡、新潟、大阪、愛知、福岡）[46]
- 銀行強盗にあって妻が縮んでしまった事件（2024年4月1日 - 14日、日本青年館ホール / 4月20日・21日、COOL JAPAN PARK OSAKA WWホール / 4月26日 - 28日、御園座） - ドーン 役[47]

### ミュージック・ビデオ
- COLOR「Special love」（2004年）
- 矢井田瞳「初恋」（2006年）
- moumoon「Tiny Star」（2008年）
- 童子-T feat. 青山テルマ「約束の日」（2008年）
- 東方神起「Stand by U」（2009年）